# Rosemarie Whyte
Rosemarie Whyte (Bunkers Hill, 1986. szeptember 8. –) világbajnoki ezüstérmes jamaicai atlétanő.
A 2008-as pekingi olimpián Shericka Williams, Shereefa Lloyd és Novlene Williams-Mills társaként bronzérmet nyert a négyszer négyszázas váltóban. A 2009-es berlini világbajnokságon ezüstérmet ért el a jamaicai váltóval, szintén a négyszer négyszáz méteres távon. Mindkét eredményét megismételte a következő, a 2011-es tegui világbajnokságon illetve a 2012-es londoni olimpián.

## Egyéni legjobbjai
- 100 méter – 11,60 (2006)
- 200 méter – 23,35 (2008)
- 400 méter – 50,05 (2008)